# Hiligawoni
Hiligawoni is een bestuurslaag in het regentschap Nias Utara van de provincie Noord-Sumatra, Indonesië. Hiligawoni telt 1691 inwoners (volkstelling 2010).